# Digul
Digul je řeka na ostrově Nová Guinea v provincii Papua v Indonésii. Je přibližně 600 km dlouhá.

## Průběh toku
Pramení v horském hřbetu Jayawijaya na východě pohoří Maoke. Protéká převážně širokou z velké míry bažinatou nížinou. Říční koryto je velmi členité. Ústí do Arafurského moře.

## Vodní stav
Zdroj vody je převážně dešťový. Řeka má velké množství vody po celý rok.

## Využití
Vodní doprava je možná do vzdálenosti 150 km od ústí.